# Ingress (anime)
Ingress: Serial animowany (jap. イングレス Inguresu) – japoński serial anime oparty na grze stworzonej przez Niantic Inc. o tej samej nazwie. Anime wyprodukowane zostało przez Craftar i było nadawane w Japonii od 18 października do 27 grudnia 2018 w stacji telewizyjnej Fuji TV. 30 kwietnia 2019 serial miał swoją premierę na platformie Netflix, pt. Ingress: Serial animowany.

## Fabuła
Historia opowiada o policyjnym śledczym Makoto, który ma moc odczytywania wspomnień przedmiotów, których dotyka. Badając eksplozję laboratorium, w którym badano nieznaną substancję o nazwie „Exotic Matter” (XM), dotyka pierścienia kobiety, która była jedyną osobą, która przeżyła eksplozję i widzi przerażającą wizję, która wplątuje go w masowy spisek.

## Bohaterowie
- Makoto Midorikawa (翠川 誠, głos: Yoshiki Nakajima[2])
- Sarah Coppola (サラ コッポラ, głos: Reina Ueda[2])
- Jack Norman (ジャック ノーマン, głos: Shigeo Kiyama[2])
- Christopher Brandt (クリストファー ブラント, głos: Tarusuke Shingaki[3])
- Liu Tien Hua (劉 天華, głos: Kousuke Toriumi[3])
- Zion Kunikida (głos: Kentarō Tone[3])
- Hank Johnson (ハンク・ジョンソン, głos: Hiroo Sasaki)
- sztuczna inteligencja ADA (人工知能ADA Jinkō Chinō Eida, głos: Megumi Ogata[2])

## Lista odcinków
| Nr | Tytuł                              | Tytuł polski                             | Źródło |
| -- | ---------------------------------- | ---------------------------------------- | ------ |
| 1  | Begin – Danger – Message           | Początek – Niebezpieczeństwo – Wiadomość | [ 4 ]  |
| 2  | Escape – Past – Destiny            | Ucieczka – Przeszłość – Przeznaczenie    | [ 5 ]  |
| 3  | Advance – Discover – Conflict      | Postępy – Odkrycie – Konflikt            | [ 6 ]  |
| 4  | Separate – Together – Pursue       | Rozdzielić – Razem – Ścigać              | [ 7 ]  |
| 5  | Journey – Portal – Potential       | Podróż – Portal – Wskazówka              | [ 8 ]  |
| 6  | Enlightenment – Resistance – Chaos | Oświecenie – Opór – Chaos                | [ 9 ]  |
| 7  | Nature – Civilization – Soul       | Natura – Cywilizacja – Dusza             | [ 10 ] |
| 8  | Forget – Information – Rebel       | Zapomnienie – Dane – Bunt                | [ 11 ] |
| 9  | Live – Die – Truth                 | Życie – Śmierć – Prawda                  | [ 12 ] |
| 10 | Destroy – Create – Answer          | Niszczenie – Tworzenie – Odpowiedź       | [ 13 ] |
| 11 | Us – Them – All                    | My – Oni – Wszyscy                       | [ 14 ] |